# CMC1
CMC1 (англ. C-X9-C motif containing 1) – білок, який кодується однойменним геном, розташованим у людей на 3-й хромосомі. Довжина поліпептидного ланцюга білка становить 106 амінокислот, а молекулярна маса — 12 490.
| 10         |  | 20         |  | 30         |  | 40         |  | 50         |
| ---------- |  | ---------- |  | ---------- |  | ---------- |  | ---------- |
| MALDPADQHL |  | RHVEKDVLIP |  | KIMREKAKER |  | CSEQVQDFTK |  | CCKNSGVLMV |
| VKCRKENSAL |  | KECLTAYYND |  | PAFYEECKME |  | YLKEREEFRK |  | TGIPTKKRLQ |
| KLPTSM     |  |            |  |            |  |            |  |            |

A: Аланін

C: Цистеїн

D: Аспарагінова кислота

E: Глутамінова кислота

F: Фенілаланін

G: Гліцин

H: Гістидин

I: Ізолейцин

K: Лізин

L: Лейцин

M: Метіонін

N: Аспарагін

P: Пролін

Q: Глутамін

R: Аргінін

S: Серин

T: Треонін

V: Валін

Задіяний у такому біологічному процесі, як ацетилювання. 
Білок має сайт для зв'язування з іоном міді, іонами металів. 
Локалізований у мітохондрії.